# Денпасар
Денпасар (на индонезийски: Denpasar) е град в Индонезия, административен център на остров Бали. Населението му е 879 098 жители (2015 г.) Денпасар е най-населеното място на острова и единственият населен пункт на Бали, който в съответствие със съвременното административно деление на Индонезия, има статут на град. Населението му е бързо растящо, било е едва 533 252 жители през предишното десетилетие. Има площ от 123,98 km². Разполага с плажове. Намира се в часова зона UTC+8.